# Březina (hrad)
Březina je zřícenina hradu nad koupalištěm v obci Březina v okrese Rokycany v Plzeňském kraji. Zřícenina stojí v zámeckém parku na skalnatém návrší v nadmořské výšce 500 m. Jako součást zámeckého areálu jsou pozůstatky hradu chráněny jako kulturní památka ČR.

## Historie
Hrad byl založen na skalnatém ostrohu ve 14. století a první písemná zmínka o něm pochází z roku 1389, kdy náležel Jindřichovi z Elsterberka. Později vystřídal řadu majitelů. V roce 1642 ho koupil Petr Malovec a to byl ještě obyvatelný. Roku 1661 je již uváděn jako pustý a Malovec postavil skromné patrové sídlo v přilehlém dvoře.  Roku 1810 Šternberkové, kteří sídlili na nedalekém zámku, upravili zříceninu obytné věže na novogotický altán. 

## Stavební podoba
Uprostřed opevněného areálu chráněného šíjovým příkopem stál donjon se zaoblenými nárožími. Východní nároží je mírně protaženo ve směru možného ostřelování. Ostatní zástavba nebo její zbytky zanikly při romantických úpravách na počátku 19. století. Přitom byla lomem odtěžena severní část plochy hradu. Původní plocha byla až dvojnásobná proti dnešní.